# Ramus sternocleidomastoideus
Der Ramus sternocleidomastoideus ist eine Schlagader des Halses beim Menschen. Er entspringt der äußeren Halsschlagader, manchmal auch aus der oberen Schilddrüsenarterie und versorgt den gleichnamigen Muskel (Musculus sternocleidomastoideus), teilweise auch die benachbarten Muskeln und die Haut der entsprechenden Halsregion.